# Axolotitlán
Axolotitlán, también conocido como Museo Nacional del Ajolote, es un museo ubicado en la alcaldía Álvaro Obregón, Ciudad de México. Tiene su sede en el área natural Ectágono, en el 2do Parque las Águilas. El museo está dedicado por completo a los ajolotes, tanto a su protección como a difusión de información que derive en su supervivencia.

## Historia
El museo y refugio fue fundado por Pamela Valencia, a partir de un encuentro con ajolotes en el centro de la ciudad en junio de 2017.
En sus inicios funcionaba como un refugio, y sólo tenían 15 ajolotes en tres peceras y una piscina adaptada como estanque. A partir del asesoramiento con especialistas en medio ambiente y ecología, el refugio se fue desarrollando hasta convertirse en Axolotitlán, que significa "lugar de los monstruos de agua".
Para lograr crear el museo, se realizó una colecta pública de donaciones y venta de objetos, para así tener los recursos para la consolidación del proyecto. El museo fue fundado el 1 de octubre de 2021.

## Sobre el museo
Axolotitlán es un museo que se dedica a la atención del ajolote, a la investigación de la especie y como centro cultural para las artes alrededor del ajolote. En este espacio se dan charlas, cursos, talleres y sobre atención a ejemplares.
Se encuentra en el Parque las Águilas, en un proyecto ecológico denominado Ectágono, que es una área natural protegida, y donde hay diversos proyectos para la conservación, como un mariposario llamado La Pupa; huertos urbanos; Cielo de Aves; Aldea Tonantzin; entre otros.
El museo se dedica también a la educación ambiental sobre el ajolote y su hábitat, así como a desmentir mitos alrededor de la especie. Uno de los mitos que se destacan es sobre la transmisión de las capacidades regenerativas del ajolote a quien lo consuma; sin embargo, a pesar de que el ajolote sí puede regenerar sus órganos y extremidades, esto no hace que quien lo consuma regenere sus órganos o mejore su salud; como lo señala la fundadora del museo.
Los ajolotes del museo provienen de distintas fuentes, como donaciones de acuarios, criaderos y también del rescate de personas que los tenían como mascotas en condiciones inadecuadas.

## Salas de exhibición
El museo cuenta con tres salas:

### Sala 1. Exposición 50 Axolotes
Sala artística que hace alusión al billete mexicano de $50 pesos, que posee una ilustración de un axolote. En la sala hay obras de 50 artistas, hombres y mujeres de diversas edades.

### Sala 2. Sala de proyecciones
Esta sala está dedicada a la proyección de producciones audiovisuales sobre el axolote y sus problemáticas, así como explicaciones sobre la conservación de la especie y su hábitat.

### Sala 3. Ajolotario
Es un espacio donde hay axolotes vivos, y que la gente conozca su comportamiento, características físicas y otros datos sobre la especie.Entre los ajolotes que se encuentran en esta sala, está el denominado la «Gorda», que fue el que sirvió de modelo para el ajolote que está en el billete de 50 pesos.